# Nata in Istria
Nata in Istria è un racconto della giornalista e scrittrice istriana Anna Maria Mori, che ripercorre passo dopo passo l'esodo dalla sua terra, passando dalla descrizione dei piatti tipici alla narrazione della storia.

## Riconoscimenti
Nel 2006 il libro ha vinto il Premio Recanati

## Edizioni
- Anna Maria Mori, Nata in Istria, Rizzoli, Milano 2006
- Anna Maria Mori, Nata in Istria, BUR, Milano 2007
- Anna Maria Mori, Nata in Istria, BUR Rizzoli, Milano 2013